# Комарівка (Логойський район)
Комарівка — (біл. вёска Камароўка), село в складі Логойського району розташоване в Мінській області Білорусі, підпорядковане Плещеницькій сільській раді.
Село Комарівка розташоване в центральних районах Білорусі, у північній частині Мінської області - орієнтовне розташування [Архівовано 17 Травня 2020 у Wayback Machine.].